# Zatzio
Zatzio är en ort i Mexiko.   Den ligger i kommunen Ario och delstaten Michoacán de Ocampo, i den södra delen av landet, 260 km väster om huvudstaden Mexico City. Zatzio ligger 2 111 meter över havet och antalet invånare är 946.
Terrängen runt Zatzio är kuperad. Runt Zatzio är det ganska glesbefolkat, med 25 invånare per kvadratkilometer. Närmaste större samhälle är Ario de Rosales, 11,0 km väster om Zatzio. I omgivningarna runt Zatzio växer huvudsakligen savannskog.